# Klaas Carel Faber
Klaas Carel Faber, född 20 januari 1922 i Haarlem, död 24 maj 2012 i Ingolstadt, var en nederländsk medlem i Waffen-SS och dömd krigsförbrytare. Han tillhörde en exekutionspluton i lägret Westerbork från 1943 till 1944. Efter det att hans far, Pieter Faber, hade dödats av den nederländska motståndsrörelsen, deltog Faber i Operation Silbertanne som syftade till att döda medlemmar av den nederländska motståndsrörelsen. I juni 1947 dömdes Faber till döden, men straffet omvandlades året därpå till livstids fängelse. År 1952 rymde han ur fängelset tillsammans med sex andra tidigare medlemmar av Waffen-SS och tog sig över gränsen till Västtyskland.